# Modestinus Pistoris
Simon Modestinus Pistoris (Leipzig, 9 de Dezembro de 1516 — Leipzig, 15 de Setembro de 1565) foi jurista e burgomestre de Leipzig. Estudou Direito em Leipzig, onde concluiu seu bacharelado em 1533, com dezessete anos. Em 1536, viajou com seu pai, Simon Pistoris, o Jovem, para a Itália, onde permaneceu durante cinco anos, onde esteve em Pávia, quando conheceu Andrea Alciato (1491–1550), e depois em Pádua onde fez contatos com Mariano Sozzini, o Jovem (1482–1556), pai de Lelio Sozzini (1525–1562), com quem estudou.

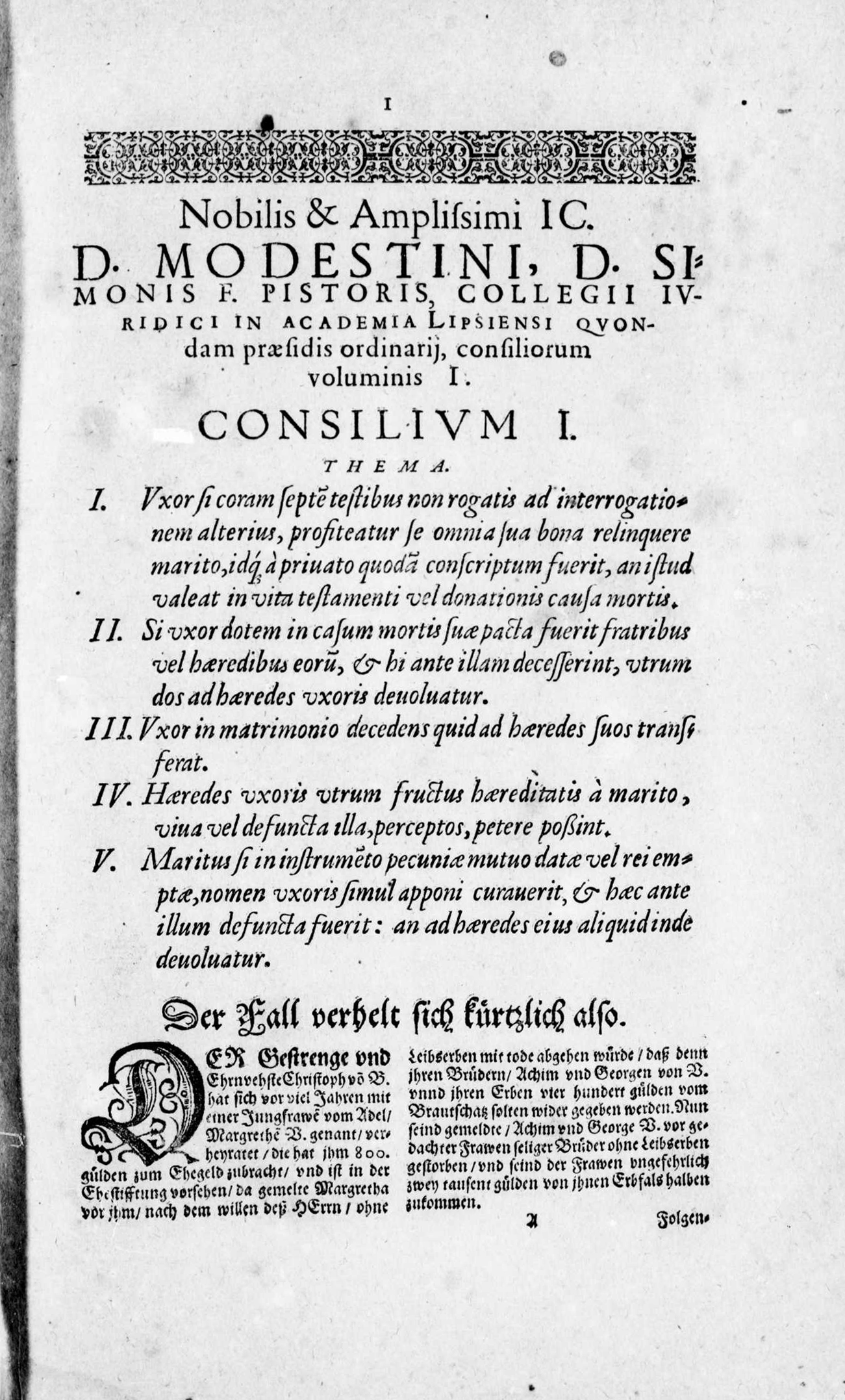
Consilia sive responsa trium Saxoniae iureconsultorum celeberrimorum, 1596

Em 1541, retorna a Leipzig, onde recebeu a sua primeira licenciatura e no mesmo ano, pouco antes da morte de seu pai, foi nomeado professor de Direito pelo Duque da Saxônia, Henrique, o Pio (1473–1541). Em 1542 ele recebe o seu diploma de „doctor juris utriusque„ sendo imediatamente promovido ao Conselho dos Eleitores. Um de seus alunos mais famosos na época foi Joachim von Beust (1522–1597), que em 1577, em homenagem ao seu patrono, fez um discurso memorável. Por ocasião da morte de Ludwig Fachs (1497–1554), que era seu sogro, foi nomeado professor da Faculdade de Direito. No entanto, o ponto alto da sua carreira foi sua eleição como burgomestre de Leipzig, em 1557, embora também tenha atuado como consultor jurídico de vários príncipes. 
Pistoris escreveu várias obras literárias e mais de 122 relatórios, onde também incluiu obras de seu pai e de seu sogro. No entanto, estes manuscritos foram parcialmente publicados até depois de sua morte por um de seus dois filhos: Jakob Pistoris von Seußlitz ou Jakob Schultes (1571-1620) entre os anos 1587 e 1599.
Modestinus Pistoris de Seußlitz foi casado por duas vezes, a primeira com a filha de Ludwig Fachs (1497–1554), com quem teve doze filhos, sendo os mais conhecidos Jakob Pistoris von Seußlitz e Ludwig Pistoris von Seußlitz.